# 東漢普頓 (馬薩諸塞州)
伊斯特漢普頓（英語：Easthampton）是美國麻薩諸塞州漢普夏縣的一個城市，面積35.2平方公里。根據美國2000年人口普查，人口15,994人。
1664年白人開始殖民，1809年建鎮，1999年設市。